# Canoa/kayak ai Giochi della XI Olimpiade - F1 10000 metri
La competizione del F1 (Kayak smontabile) 10000 metri di Canoa/kayak ai Giochi della XI Olimpiade si è disputata il giorno 7 agosto 1936 al bacino di Grünau, Berlino.

## Risultati
| Pos.    | Atleta            | Nazione        | Tempo   |
| ------- | ----------------- | -------------- | ------- |
| Oro     | Gregor Hradetzky  | Austria        | 50'01"2 |
| Argento | Henri Eberhardt   | Francia        | 50'04"2 |
| Bronzo  | Xaver Hörmann     | Germania       | 50'06"5 |
| 4       | Lennart Dozzi     | Svezia         | 51'23"8 |
| 5       | František Svoboda | Cecoslovacchia | 51'52"5 |
| 6       | Hans Mooser       | Svizzera       | 52'43"8 |
| 7       | Frans Nordberg    | Finlandia      | 52'45"8 |
| 8       | George Lawton     | Gran Bretagna  | 52'50"0 |
| 9       | Jan Vrolijk       | Paesi Bassi    | 54'05"9 |
| 10      | Burr Folks        | Stati Uniti    | 55'32"1 |
| 11      | Mirko Vincens     | Jugoslavia     | 55'41"5 |
| 12      | Joé Treinen       | Lussemburgo    | 57'14"8 |
| 13      | Jules Deneumoulin | Belgio         | 58'20"1 |